# De gecroonde leersse

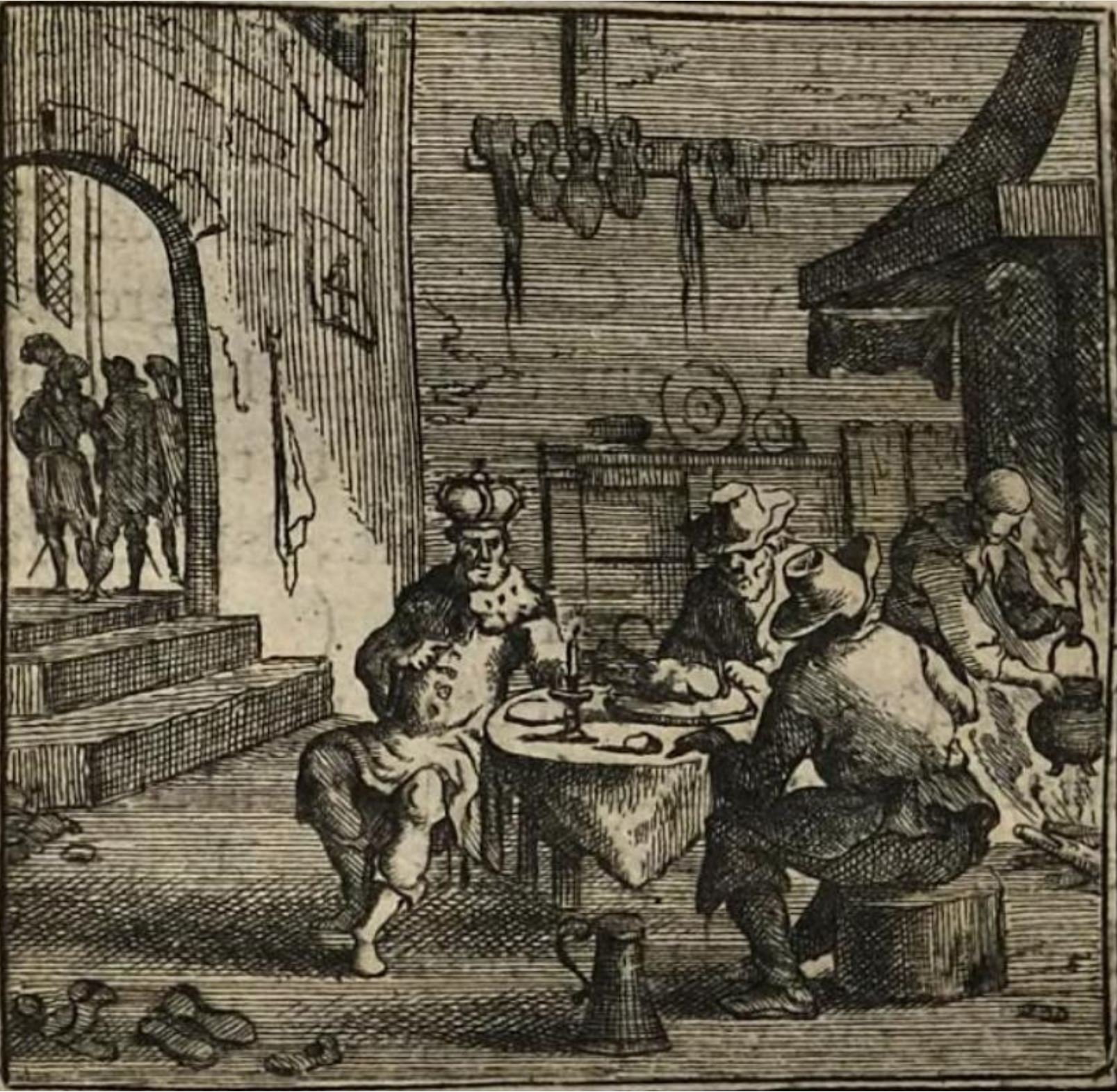
De vereerde Schoen-lappers oft de Ghekroonde Leerse. Houtsnede van Gaspar Bouttats in De heerelycke ende vrolycke daeden van keyser Carel den V (1675)

De Verheerlijckte Schoenlappers of De gecroonde Leersse. Tot een vastenavont-spel toneelgewijs opgestelt is een toneelstuk van Michiel de Swaen uit 1687. Het vormt een van de hoogtepunten van de Vlaamse barokliteratuur en is het bekendste literaire werk uit Frans-Vlaanderen.

## Creatie
In 1687 was de Swaen uitgeroepen tot prins van de rederijkerskamer Sint-Michiel te Duinkerke, wier motto Verblijdt U in den tijdt luidde en die een karsouw in haar banier droeg. De Swaen schreef zijn blijspel ter gelegenheid van Vastenavond, toen het werd opgevoerd "op de saele van Rhetorica binnen Duynkercke in den vasten-avont-tijdt des jaers 1688". Als stof diende een verhaal over keizer Karel V, toentertijd vooral bekend door de Karelsbundel van Joan de Grieck, dat de dichter aanvulde met een liefdesgeschiedenis. De combinatie van deze twee verhaallijnen verleent het stuk een amusante afwisseling. De gecroonde Leersse is tot in de twintigste eeuw onderdeel van het standaardrepertoire van talloze theatergezelschappen gebleven, en dit zowel in Vlaanderen als Nederland. De tekst is voor het grootste gedeelte in jambische hexameter met rijm opgesteld. Het verhaal speelt zich in Brussel af.

## Verhaal

### Voor reden
In een proloog wordt de toeschouwer verwelkomd voor de vastenavondfeestelijkheden en aangemoedigd zich te vermeien.

### Eerste bedrijf
Schoenlapper Teunis is met een kater opgestaan en praat met zijn frioen. Vandaag is het een feestdag ter ere van Keizer Karel. Hij roept zijn dochter Jaquelijne en knoopt haar nogmaals in haar oren dat ze haar geliefde Joren moet vergeten, omdat vader erop staat dat ze met de rijke Kosen huwt:
Ik weet wel wat u schort: ʼt is Joren die u quelt,
En daerom is ʼt dat gij om Kosen u ontstelt...
Maer ik versta, dat gij sult mijn geboden volgen
En niet uw sotten sin; of maeck je mij verbolgen
Dit maakt Jaquelijne diep ongelukkig. Haar moeder, Maey, geeft haar gelijk en bindt de strijd met Teunis aan. Teunis wordt kwaad en stuurt moeder en dochter naar de markt om eten voor het feestelijke avondmaal te kopen.

### Tweede bedrijf
Ambroos, de trouwe dienaar van Keizer Karel, vertelt verbouwereerd wat er gebeurd is: een vrouw heeft een kapoen gekocht aan een marktkraam waar toevallig Keizer Karel stond. De keizer had zodanig veel zin om ook een hapje van dit smakelijke vlees te eten, dat hij hem heeft opgedragen om de vrouw te volgen, teneinde te weten te komen waar ze woont. Maey en Jaquelijne maken zich vrolijk omtrent het feit dat ze een voorname heer te snel af zijn geweest. Kosen beklaagt zich in een monoloog dat Jaquelijne niet van hem houdt, ofschoon hij zeer rijk is:
Genomen, ʼk was wat swaer van leden en van sinnen,
Is mijne beurs niet weert dat sij mij sou beminnen?
De beurs, die ʼt al bekoort? Daer sijn er meer dan tien
Degene mij daerom wel geiren souden sien.
Jaquelijne ontmoet hem; hij poogt met grandioze beloften haar hart te winnen, terwijl zij doet alsof ze iets voor hem begint te voelen. Kosen vertrekt zeer opgetogen, en Joren verschijnt ten tonele met blikken plaatjes voor zijn schenen gebonden: Kosen heeft hem namelijk geschopt. Ambroos heeft gelijk gekregen: „de koopster van ʼt kappoen is een schoenlappers wijf”.

### Derde bedrijf
Joren schreeuwt zijn hartstocht voor Jaquelijne uit. Hij is met zijn liefdesverdriet naar meester Jan, de dokter, geweest, die hem aanvankelijk niet begreep en hem toen verontwaardigd aanried, zo snel mogelijk naar haar toe te lopen. De keizer en Ambroos zijn aan het huis van Teunis aangekomen en observeren discreet hoe Joren en Kosen ruzie maken. Kosen is behoorlijk dronken. Joren maakt Kosen ongerust door te stellen dat Jaquelijne niet van drank en tabak houdt. Het is avond geworden, en het gezin vat het feestmaal aan. Keizer Karel, als reiziger verkleed, klopt aan en maakt Teunis hierdoor ontieglijk kwaad. De keizer zegt dat zijn laarzen stuk zijn en hij absoluut ʼs anderendaags in Aalst moet zijn. Het gezelschap wil hem buitenwerken. Wanneer de keizer belooft, hun gratis drank te bezorgen, worden ze eensklaps buitengewoon vriendelijk.
En sijt soo hevigh niet. Soo u den honger quelt,
Ick sal vertoeven: eet, en sijt niet soo ontstelt;
Of soo gij mij als vrient aen tafel wilt gehengen,
Ick sal voor mijn gelach tien potten wijn doen brengen.
De keizer schuift aan en eet gulzig mee met de schoenlappers. Ambroos, die zich op de achtergrond houdt, geeft ironische commentaar op hun opportunistische vleierijen en steelt geniepig een paar glazen wijn en stukken vlees. Iedereen giet zich vol. De voldane keizer neemt afscheid. Joren en Kosen kunnen niet meer rechtstaan en vallen stomdronken op elkaar in slaap.

### Vierde bedrijf
Ambroos heeft zich als baljuw verkleed. Joren en Kosen ontwaken met een zware kater en weten niet meer waar ze zijn. Jaquelijne walgt van Kosen: „Foey, wat een vuylen stank comt uyt sijn bakhuys.” Ze voert een intiem gesprek met Joren, wat niet naar de zin van Teunis is. Hij verjaagt Joren en laat Jaquelijne en Kosen samen op een bank plaatsnemen, met de bedoeling hen nader tot malkander te brengen. Kosen neemt op een driepikkel plaats, die Joren plotseling onder hem wegtrekt. Kosen valt. Maey wilt Kosen verjagen, en opnieuw dreigt een conflict met Teunis. Dan treedt Ambroos in uiterst dreigende toonval binnen en doet kond „van ʼt gen tegen ʼd eere / der Keysersche troonen / en scepters en kroonen, / gij, stinckende stijven, / hebt derven bedrijven. / Kruypt uyt uwe stove / met Maey en die slove, / begeeft u op wegen / om tegen den negen / ten hove te wesen; / daer sal men u lesen / in weynige reken / wat straf uw gebreken / en feyten en sonden / sijn weerdigh bevonden / aen ʼt gen ick uytspreke.” Teunis is doodsbang. Hij smeekt Kosen om hem bij te staan, eventueel door hem vrij te kopen. Kosen wil hier niets van weten en poetst de plaat. Joren zweert zijn baas door dik en dun te steunen en desnoods zijn leven voor hem te offeren. Teunis komt tot inkeer en realiseert zich dat hij aan Joren veel meer dan aan Kosen heeft.

### Vijfde bedrijf
Teunis, Maey, Joren en Jaquelijne trekken gezamenlijk naar het keizerlijke hof. Teunis vraagt zich af wat hij dan wel verkeerd kan hebben gedaan; Joren poogt hem gerust te stellen en heeft vertrouwen in des keizers rechtvaardigheid:
Geen uytsicht van sijn baet, geen vrient, nogh maegschappij,
Geen staets nogh lants verschil, geen oogen-luykerij
Comt in de vierschaer waer hij neder is geseten.
Steunt op dien rechter en op uw oprecht geweten,
Soo gaet gij naer het hof gerust en onbevreest.
De keizer is ietwat misnoegd omdat Ambroos de schoenlappers zo hard heeft aangepakt. Hij ontvangt hen; ze durven niet naar hem op te kijken. Keizer Karel vraagt hen of ze gisteren een feestmaal hebben gehouden, en of daar soms geen bezoeker aanwezig was. Joren heeft door dat de bezoeker de keizer was. De keizer bedankt hen heel hartelijk voor het gulle festijn van gisteren en vraagt of hij hun soms een wederdienst kan bewijzen. Teunis wenst slechts één ding:
Opdat men tʼalle tijdt dʼeer zou indachtigh wesen
Die uwe Mayesteyt een lapper heeft bewesen,
Jon, dat ons ambacht op sijn feestelijcken dagh
Een leersse met de croon daerboven dragen magh.
Keizer Karel vergunt de schoenlappers het gewenste privilegie. Iedereen is uiterst opgewekt. Teunis geeft Joren eindelijk de toestemming met zijn dochter te huwen en laat een notaris halen opdat dit nog op dezelfde dag bezegeld kan worden.

### Nae-reden
In een moraliserende epiloog wordt erop gewezen dat Teunis geen rijkdom heeft gevraagd, maar een symbolische eer. Het leven van hen die niet door heblust worden gedreven, verloopt vrediger.